# Geraldia norrisi
Geraldia norrisi là một loài ruồi trong họ Tachinidae.